# 탈투
탈투(아일랜드어: Tailtiu [ˈtalʲtʲu])는 아일랜드 신화에 등장하는 여신이다. 미스 주의 이름이 그녀에게서 유래했다.
《에린 침략의 서》에 따르면 탈투는 에스파냐 왕의 딸이며, 최후의 피르 볼그 아르드리인 오하드 막 에르크의 아내이다. 오하드가 다스릴 때의 에린의 수도는 텔타운이었는데, 그 이름은 오하드가 자기 아내의 이름을 붙인 것이다. 탈투는 투어허 데 다넌의 침략 때도 살아남았고 루 라바다의 양어머니가 되었다.
탈투는 에린의 들판을 농사를 지을 수 있도록 정리하는 작업을 하고 나서 지쳐서 죽었다고 한다. 양아들 루는 그녀를 기려서 수확제인 Áenach Tailteann를 만들었다. 이 축제는 18세기 말까지 아일랜드에서 지속되었다.
밀레시안과 투어허 데 다넌이 맞붙어 싸워 밀레시안이 승리한 장소의 이름도 탈투라고 한다.